# Tribunale Russell
Il Tribunale Russell, chiamato originariamente anche Tribunale internazionale contro i crimini di guerra e a volte Tribunale Russell-Sartre, è un tribunale di opinione organismo indipendente non giurisdizionale fondato da Bertrand Russell e Jean-Paul Sartre nel novembre 1966, con lo scopo iniziale di indagare i crimini commessi dall'esercito statunitense nella guerra del Vietnam, facente seguito alla pubblicazione del libro di Russell War Crimes in Vietnam.

## Membri originali del tribunale
Tra gli altri:
- Bertrand Russell (Presidente onorario)
- Jean-Paul Sartre (Presidente esecutivo)
- Vladimir Dedijer (Direttore e Presidente di Sessione)
- Wolfgang Abendroth
- Günther Anders
- James Baldwin
- Lelio Basso
- Simone de Beauvoir
- Lázaro Cárdenas del Río
- Stokely Carmichael
- Julio Cortázar
- Isaac Deutscher
- Gisèle Halimi
- Laurent Schwartz
- Peter Weiss

## Altri membri
- Gabriel García Márquez
- Thomas Szasz

## Altre sessioni del Tribunale Russell
1974-1976: sulla violazione dei diritti umani delle dittature latinoamericane (Roma), Tribunale Russell II
1978: sulle proibizioni professionali nella Repubblica Federale Tedesca (Francoforte), Tribunale Russell III
1980: sull'etnocidio dei popoli amerindi (Rotterdam), Tribunale Russell IV
1982: sulle vicende del Congo, per giudicare i crimini del regime di Mobutu Sese Seko, presidente dello Zaire
2001: sui diritti umani in psichiatria (Berlino)
2003-2005: sull'aggressione militare all'Iraq (Bruxelles, Istanbul), Tribunale Bruxelles
2009-2014: sulle violazioni del diritto internazionale da parte di Israele nella Striscia di Gaza situazione in Palestina (Barcellona, Londra, Città del Capo, New York, Bruxelles)